# Marujos da Zona Sul
Grêmio Recreativo Cultural Escola de Samba Marujos da Zona Sul é uma escola de samba de Jundiaí, no estado de São Paulo.

## História
No ano de 2001, um grupo de sambistas do Jardim Santa Gertrudes reuniu-se para discutir a formação de um bloco carnavalesco, pelo qual pudessem se fazer representar no carnaval jundiense.
Sob orientação do Sr. Souza, sambista e morrador do bairro, na época, presidindo a Lijunes, o referido grupo decidiu então a formar uma escola de samba. Participaram dessa reunião, Tânia, Venina, Admir Silva (mestre Nêgo Véio) e Souza. A partir desta reunião ficou definida a diretoria provisória que teve como presidente a senhora Tânia. O nome da agremiação também ficou definido. Após várias propostas apresentadas, a do Sr. Admir Silva foi aprovada.
A escola participou de seu primeiro desfile oficial no ano de 2002 no grupo de acesso. No ano de 2003, a agremiação desfilou pelo segundo ano consecutivo sagrando-se campeã do grupo de Acesso. Em 2003, assumiu a presidência o Sr. Antonio Carlos de Souza, sendo reeleito em 2005 para o biênio 2005/2007.
EM 2007 desfilando no grupo de acesso " com o enredo "Marujos navega por um Brasil rico em lendas e costumes" sobe para o grupo especial.
Em 2008 pelo grupo especial a Marujos como Enredo " De bem com a Vida Marujos no circuito da frutas" obteve o 4º lugar , voltando a defilar pelo grupo de aceso.
Em 2009 pelo Grupo de acesso com o Enredo:"Num Jardim Encantado, se as flores quisessem eleger uma rainha, esta só poderia ser a Rosa", com carros e fantasias luxuosas como nunca vista antes, com o interprete Freddy Vianna, teve um problema com o carro abre alas minutos antes do desfile, atrapalhando a evolução da escola, fazendo o desfile ser reorganizado antes de começar, obtendo o 4º lugar.
Em 2010 pelo grupo de acesso com o Enredo:"A Marujos Apresenta: Sua Majestade: O Carnaval" com um desfile "Grande" e Luxuoso, tendo como preferida a subir, mas empatando e perdendo no desempate, mas foi tido como um dos melhores desfiles igualando a notas totais com as escola do grupo especial.
Em 2011, a Marujos comemorou seus dez anos de existência, apresentando em seu enredo uma retrospectiva de carnavais passados.

## Carnavais
| Ano  | Colocação | Grupo    | Enredo                                                                                               | Carnavalesco                       |
| ---- | --------- | -------- | --- | ---------------------------------- |
| 2002 | 2°lugar   | Acesso   | Gamor Força Jovem, De Uma Paixão Surge Uma Nação                                                     |                                    |
| 2003 | Campeã    | Acesso   | Maira o Supremo e a Supremacia                                                                       |                                    |
| 2004 | 4ºlugar   | Especial | As Rosas no Jardim de Nossas Vidas                                                                   |                                    |
| 2005 | 4°lugar   | Acesso   | Trabalho, Folclore, Ritos, Artesanato, Folguedos, Bailados, Usos e costumes; é a Marujos no Nordeste |                                    |
| 2006 |           | Acesso   | Mãe África                                                                                           | Fernando Ribeiro                   |
| 2007 | Campeã    | Acesso   | Marujos navega por um Brasil rico em lendas e costumes                                               | Eduardo Caetano e Fernando Ribeiro |
| 2008 | 4ºlugar   | Especial | De Bem Com a Vida, Marujos no Circuito das Frutas                                                    | Eduardo Caetano e Fernando Ribeiro |
| 2009 | 4ºlugar   | Acesso   | Num Jardim Encantado, se as flores quisessem eleger uma rainha, esta só poderia ser a Rosa           | Comissão de Carnaval               |
| 2010 | 2ºlugar   | Acesso   | A Marujos Apresenta "Sua Majestade: O Carnaval"                                                      | Comissão de Carnaval               |
| 2011 | 3º lugar  | Acesso   | "Sou Branco, Sou Vinho, Sou Azul, Sou 10 anos de Marujos da zona Sul                                 | Comissão de Carnaval               |